# Sabulodes lachaumei
Sabulodes lachaumei är en fjärilsart som beskrevs av Claude Herbulot 1988. Sabulodes lachaumei ingår i släktet Sabulodes och familjen mätare. Inga underarter finns listade.